# 維堡郡
維堡郡（丹麥語：Viborg Amt）是丹麥西北部的郡，位於日德蘭半島的西北部，另有莫斯島等。2007年1月1日大部份被併入中日德蘭大區，小部份併入北日德蘭大區。